# Теуникова, Юлия Александровна

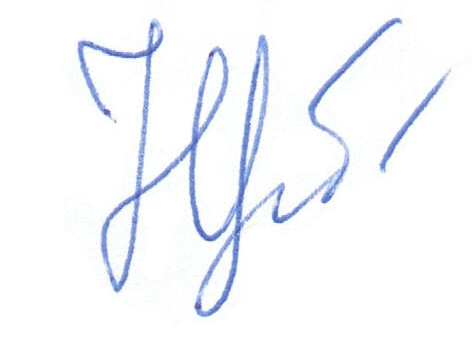
Автограф Юлии Теуниковой.

Ю́лия Алекса́ндровна Теу́никова (род. 3 февраля 1976 года, Москва, Россия, СССР) — певица и автор песен из Москвы.

## Биография
Музыкой начала заниматься в глубоком детстве.
Окончила факультет музеологии РГГУ. Член Союза писателей Москвы.

## Стиль
Юлия Теуникова называет свою музыку «семплированный блюз»:
…не фанк все-таки, а блюз, причем, кантри-блюз... Назвать то, что я играю, фанком – это очень грубая ошибка. У меня есть какие-то песни с этими дерганными ритмами – там, может быть, что-то от латино, что-то от ускоренного кантри. Если «Дождь» – это ускоренное кантри со слегка подрезанным, как бы засемплированным боем, то «Сумерки» – это, скажем так, препарированный, растянутый, опять же засемплированный блюз. То есть – техно-блюз. Было такое определение. Переосмысленные блюзовые традиции.
В то же время несомненны джазовые элементы и фольклорные интонации. Особенностью композиций является сложная ритмика.

## Группы и проекты
Юлия Теуникова выступает с группой КоМПОзит, изредка — в дуэте с Петром Акимовым и сольно, а также участвует в множестве проектов с другими музыкантами.

### Юлия Теуникова и КоМПОзит
Группа существует с 2005 года.
Состав:
- Юлия Теуникова — вокал, акустическая гитара
- Пётр Акимов — виолончель, клавиши
- Борис Долматов — электрогитара
- Артём Рябов — бас-гитара
- Андрей Панкратов — барабаны
- Джон Кукарямба — перкуссия

В «КоМПОзите» также играли:
- Владимир Bigus Глушко — барабаны (2015—2019)
- Мария Розанова — клавиши (2015—2019)

Другие участники группы прошлых лет:
- Александр Сорокин — перкуссия, варган, разные звуки
- Екатерина Нестерова — саксофон
- Евгений Ильницкий — гитара
- Андрей Чарупа — барабаны
- Сергей Кобзев — ударные
- Игорь Бычков — контрабас
- Сергей Майбуров — контрабас
- Максим Пивкин — перкуссия

### Дефеса
Проект-коллаборация артистов московского андерграунда:
- Псой Короленко
- Алиса Тен
- Юлия Теуникова
- Ян Бедерман
- Антон Аксюк (автор проекта и большинства переводов)

и др.
В репертуар Дефесы входят песни Тома Зе, Каэтану Велозу, Жилберту Жил, Гал Коста и других авторов бразильской Тропикалии в переводах на русский и на языке оригинала. Дефеса существует с 2017 года (начиная с первого концерта). В сентябре 2020 года вышел первый альбом проекта «Ловцы музыки».

### Проект ТЮТЮ
- Юлия Тузова — вокал, гитара
- Юлия Теуникова — вокал, гитара

Давнее знакомство и совместное исполнение Юлией Теуниковой и певицей Юлией Тузовой народных песен переросло в 2013 году в проект ТЮТЮ. В рамках проекта исполняются несерьёзные песни, в основном принадлежащие авторству Юлии Тузовой, а также ряд песен русского, цыганского и балканского фольклора.

### Православные песни и духовные канты (2004—2007 гг)
Квартет с Ольгой Арефьевой , Петром Акимовым и Адрианом Гусейновым (группа Ихтис). Проект просуществовал до 2008 года.

### Белыецыгане(2003 год)
Юлия Теуникова, Ольга Арефьева и Борис Долматов исполняют цыганские народные песни.

### Город Макондо
Группа существовала до 2003 года.
- Юлия Теуникова — вокал, акустическая гитара, бэк-вокал
- Борис Долматов — эл.гитара, ак.гитара, бонги, бэк-вокал
- Александр Второв — барабаны, перкуссия
- Анатолий Смирнов — бас-гитара
- Олег Иванов — тенор-саксофон, клавишные
- Екатерина Нестерова — альт-саксофон
- Джон Кукарямба — бубен, бонги, шейкер, sound
- Петр Каменский — перкуссия, таблы
- Дмитрий Порсев (Сяныч) — аккордеон
- Игорь Бычков — контрабас
- Павел Мунтян — продюсер

### Волшебные мужики (2001—2003 годы)
- Юлия Теуникова — вокал, гитара
- Александр Сорокин — варган, перкуссия, вопли, крики и прочий бэк-бардак
- Макар Кропоткин — соло-гитара
- Игорь Бычков — контрабас
- Прохор — индийский барабан
- Сергей Кобзев — ударные

### Соломенные Еноты и Министерство Любви
Участие в выступлениях группы «Соломенные еноты и Министерство любви» в качестве клавишника (2002—2005 годы).

### Прочие проекты
В период протестов в Беларуси 2020 года присоединилась к запущенной в начале сентября на портале Звуки.ру международной акции солидарности музыкантов протестами под лозунгом «Жыве Беларусь!».

## Дискография
- 2001 — «Катится» (демо-кассета), Хор
- 2002 — «Теуникова & Волшебные мужики Live», ta-musica

Город Макондо
- 2003 — «Чистый спирт» EP, сборник «Ленинградский» (Real Records)
- 2003 — участие в трибьютах групп «Гражданская Оборона», «Пикник», а также Бориса Гребенщикова (с песнями «Евангелие от Егора», «Шарманка» и «Капитан Африка», соответственно).
- 2003 — «Я приду к тебе домой», сборник «100лица» (Birds Fabric)
- 2008 — «Ни гу-гу», сборник «ЭТО-РОК 3»: «Новая музыка 2008» (Мистерия звука).

Теуникова & КоМПОзит
- 2009 — «Таймер», Выргород
- 2011 — «Очарованный странник», Выргород
- 2014 — «Летний квадрингл» (EP), интернет-издание
- 2014 — «Пара песен о Родине» (single), Выргород
- 2021 — «Один страшный день», Выргород

Теуникова & Soundrussia
- 2017 — «Russian Сказки», Выргород

В рамках сайд-проекта «Теуникова & Soundrussia» был издан альбом «Russian Сказки», в который вошли вещи социального характера, накопившиеся за десять лет и в основном не входящие в основную программу группы «Теуникова & КоМПОзит». Большую часть аранжировок в альбоме выполнил Кирилл Кухаренко (лидер групп «Джин-Тоник» и «PoZitive Orchestra»).
В других проектах
- 2009 — «Московские стройки», Барто «Cекс/Бомба» (альбом каверов)
- 2019 — «Цари Меняются», Катя Яровая[7](tribute)
- 2019 — документальный фильм «Книга жизни» о Нине Ивановой-Романовой (студия ЛАДы), музыка Юлии Теуниковой
- 2020 — «Ловцы музыки», Дефеса (фильм-концерт)

Стихи Юлии Теуниковой опубликованы в антологии «Поэты русского рока» [ISBN 5-352-01471-1]

## Отзывы о творчестве
- Сергей Гурьев, Лев Гончаров[8]:

Юлия Теуникова (1976) — одна из самых заметных фигур современного московского рок-андеграунда. Творческий портрет характеризуется редкой многоликостью в странном сочетании с гипнотической монотонностью ритмов Для среднестатистического подпольного идола — нехарактерно рациональная, собранная и непрозрачная девушка.
- Валерий Кудра[9]:

Творчество Юлии Теуниковой ещё во второй половине 90-х привлекло к себе внимание ценителей русского рока. Нервный, пульсирующий ритм, гипнотизирующий слушателя, был и остаётся визитной карточкой московской певицы. Трудно определить конкретный жанр, в котором работает Теуникова: это широкий спектр направлений от блюза до джаза, приправленный этнической музыкой...

Тексты песен тематически столь же разнообразны, как их музыкальные решения. Можно условно выделить два переплетающихся направления. Песни о жизни в разных её проявлениях – и творчество духовного, исповедального характера.
- Катя Пчёлкина:

...и сама Юля на гитаре, и Пётр Акимов на виолончели (как впрочем и остальные музыканты «КоМПОзита») – просто очень хорошо играют и очень серьёзно относятся к тому, что делают. Оттого «Таймер» получился почти пугающе профессиональным, во всяком случае трудно назвать ещё одну «андеграундно-независимую» группу, которая могла бы записать такого уровня альбом. Иногда кажется, что даже «слишком» профессиональный, будто от выверенного звучания и безупречных аранжировок, слегка подрастерялась та удивительная мощь и энергия, с которой Теуникова поёт свои песни на живых концертах.

## Личная жизнь
Замужем за музыкантом Петром Акимовым с 2004 года, есть дети.